# 松重暢洋
松重 暢洋（まつしげ のぶひろ、1995年 - ）は、日本のラジオのディレクター、TBSラジオディレクター。

## 人物・経歴
俳優松重豊の長男。立教大学現代心理学部映像身体学科卒業。学生時代はYouTubeサークルを立ち上げ、映像コンクールに応募するなど映像中心の日々を過ごす。アナウンサーを目指し、キー局を受けるも不採用だったが、YouTubeとともに好きだったラジオ局への就職を目指し、TBSラジオから内定を得て入社。父の名前は出さなかったという。入社1年目に、最初のアシスタントディレクターとして担当した番組『アフター6ジャンクション』で、企画提案したロサンゼルスの音楽レーベル「ブレインフィーダー」の特集が採用され、2018年11月にオンエアされた。入社3年目には、赤江珠緒がパーソナリティーを務める人気番組『たまむすび』のディレクターに昇格。2022年秋には、新番組『脳盗』を自ら企画から立ち上げるなどの活躍をみせている。